# Big Cabin
Big Cabin is een plaats (town) in de Amerikaanse staat Oklahoma, en valt bestuurlijk gezien onder Craig County.

## Demografie
Bij de volkstelling in 2000 werd het aantal inwoners vastgesteld op 293.
In 2006 is het aantal inwoners door het United States Census Bureau geschat op 299, een stijging van 6 (2,0%).

## Geografie
Volgens het United States Census Bureau beslaat de plaats een oppervlakte van
5,4 km², geheel bestaande uit land. Big Cabin ligt op ongeveer 220 m boven zeeniveau.

## Plaatsen in de nabije omgeving
De onderstaande figuur toont nabijgelegen plaatsen in een straal van 20 km rond Big Cabin.